# Párva
Párva (románul: Parva) falu Romániában, Erdélyben, Beszterce-Naszód megyében.

## Fekvése
Naszódtól északkeletre, a Rebra patak forrásvidéke közelében, Nagyrebra északi szomszédjában fekvő település.

## Története
Párva neve 1806-ban tűnt fel először Rebra, ahol Párva falu van megjegyzéssel.
1861-ben Kis-Rebra, 1838-ban Parva, Lunca Simului, 1854-ben  Parva, Lunca Vinului, 1888-ban Párva néven írták.
1910-ben 1105 lakosából 29 német, 1075 román volt. Ebből 1072 görögkatolikus, 28 izraelita volt.
A trianoni békeszerződés előtt Beszterce-Naszód vármegye Naszódi járásához tartozott.